# Crumenaria steyermarkii
Crumenaria steyermarkii är en brakvedsväxtart som beskrevs av Paul Carpenter Standley. Crumenaria steyermarkii ingår i släktet Crumenaria och familjen brakvedsväxter. Inga underarter finns listade i Catalogue of Life.